# Maidana
Maidana is een geslacht van vlinders van de familie spanners (Geometridae), uit de onderfamilie Ennominae.

## Soorten
- M. pallidiplaga Warren, 1899
- M. tetragonata Walker, 1862